# Jerry Orbach
Jerome Bernard Orbach (New York, 20 ottobre 1935 – New York, 28 dicembre 2004) è stato un attore e cantante statunitense.
La sua carriera iniziò sui palcoscenici di New York, sia Broadway che off-Broadway, dove interpretò ruoli come El Gallo in The Fantasticks (1960), Billy Flynn in Chicago (1975-1977) e Julian Marsh in 42nd Street (1980-1985). Candidato per tre Tony Award, lo vinse nel 1969 per la sua interpretazione di Chuck Baxter in Promises, Promises (1968-1972).
Successivamente interpretò ruoli secondari in film come Il principe della città (1981), Dirty Dancing - Balli proibiti (1987), Crimini e misfatti (1989) e nel 1991 prestò la sua voce al personaggio Lumière nel classico Disney La bella e la bestia. Partecipò in qualità di guest star a svariate serie televisive come La signora in giallo (tra il 1985 e il 1991), dove interpretava il detective privato Harry McGraw. Il personaggio ottenne una propria serie intitolata Provaci ancora, Harry, andata in onda per una stagione tra il 1987 e il 1988. Divenne famoso in tutto il mondo per il ruolo del detective della polizia di New York Lennie Briscoe nella serie televisiva Law & Order - I due volti della giustizia, che interpretò per dodici stagioni, dal 1992 al 2004.

## Biografia

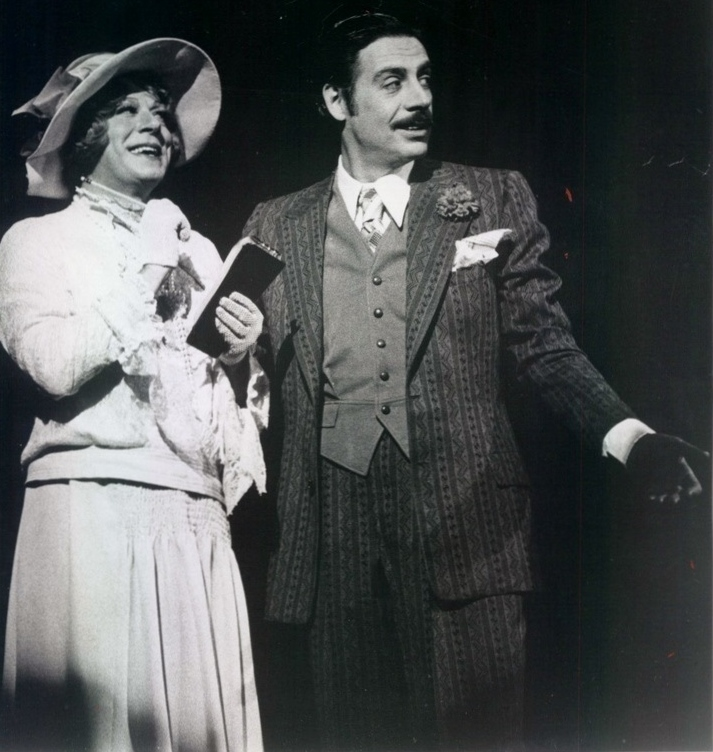
Jerry Orbach (a destra) insieme a Michael O'Haughey interpretano Chicago a Broadway (1976)

Figlio unico di Leon Orbach (1897-1961), ebreo originario della Germania, e Emily Oxley (1910-2012), originaria della Pennsylvania, dopo aver studiato presso l'Actor's Studio debuttò con alcuni spettacoli a Broadway, per passare negli anni ottanta al cinema: dopo una partecipazione a Il principe della città (1981) di Sidney Lumet, nel 1987 interpretò il padre di Baby in Dirty Dancing - Balli proibiti. Nel 1989 ottenne una parte secondaria ma di grande spessore in Crimini e misfatti di Woody Allen.
Affiancò Angela Lansbury nella serie televisiva La signora in giallo nei panni dell'investigatore privato Harry McGraw, dalla quale nacque uno spin-off, sempre con Orbach protagonista, dal titolo Provaci ancora, Harry e sempre assieme alla Lansbury, doppiò il film Disney La bella e la bestia (1991), nel ruolo del candelabro antropomorfo Lumière. Per le sue doti canore, prese parte a numerosi musical: nel 1976 interpretò Chicago, e fu più volte candidato come migliore attore ai Tony Award, vincendolo nel 1969.
Il ruolo che lo rese celebre è quello del detective Lennie Briscoe, nella popolare serie Law & Order - I due volti della giustizia, che interpretò per undici stagioni, tra il 1992 al 2004, ruolo che riprese nel film televisivo Omicidio a Manhattan (1998) e successivamente in qualità di guest-star, negli spin-off Law & Order - Unità vittime speciali e Law & Order: Criminal Intent. Dopo aver lasciato I due volti della giustizia nel 2004, accettò di riprendere il ruolo in Law & Order - Il verdetto, ma dopo soli due episodi girati, fu costretto a lasciare la serie a causa dell'aggravarsi della sua malattia. Il detective Briscoe è il personaggio più amato tra i polizieschi di sempre ed uno tra i più longevi e nella classifica redatta da TV Guide, Briscoe, si trova al quindicesimo posto nella classifica dei venticinque migliori detective della storia della televisione. Il personaggio è anche amato per il suo sarcasmo e la sua ironia: ogni puntata si apre con un'intro durante la quale, grazie al suo humour nero, sdrammatizza anche le situazioni più crude.

### Vita privata
Si sposò due volte: la prima dal 1958 al 1975 con Marta Curro, da cui ebbe due figli, Anthony e Chris (1968; attore). Nel 1979 sposò in seconde nozze l'attrice e ballerina Elaine Cancilla. Chris ha interpretato Ken Briscoe, il nipote di Lennie in diversi episodi di Law & Order - Unità vittime speciali.
Orbach scrisse svariate poesie d'amore per la seconda moglie Elaine, che furono pubblicate nel libro Remember How I Love You: Love Letters from an Extraordinary Marriage (Touchstone, 2009). Una biografia basata sulle sue memorie e di Elaine, intitolata Jerry Orbach, Prince of the City: His Way from the Fantasticks to Law & Order scritta da John Anthony Gilvey, venne pubblicata postuma, il 1º maggio 2011.

### Malattia e morte
Nel gennaio 1994 gli fu diagnosticato un tumore alla prostata, ma non venne reso pubblico fino a poche settimane prima della sua morte. Inizialmente si sottopose a radioterapia, ma nel dicembre 1994 il cancro era tornato e metastatizzato. A quel punto, passò alla terapia ormonale, a cui si sottopose per il decennio successivo. Dopo il suo addio a Law & Order, al termine della stagione 2003-2004, fu sottoposto a chemioterapia. Al termine del trattamento, firmò per tornare nei panni del detective Lennie Briscoe, nello spin-off, Law & Order - Il verdetto, serie in cui avrebbe avuto un carico di lavoro minore, ma dopo aver girato i primi due episodi, le sue condizioni si aggravarono e dovette lasciare il set. Orbach morì il 28 dicembre 2004, al Memorial Sloan-Kettering Cancer Center di New York all'età di 69 anni e fu sepolto nel Trinity Church Cemetery di Manhattan. Il giorno successivo, tutti i teatri di Broadway spensero le luci per un minuto, in sua memoria.
Per sua espressa volontà, le sue cornee furono donate a due persone che necessitavano di trapianto. Successivamente, la sua immagine fu utilizzata per una campagna per la donazione degli occhi.

## Dediche e omaggi

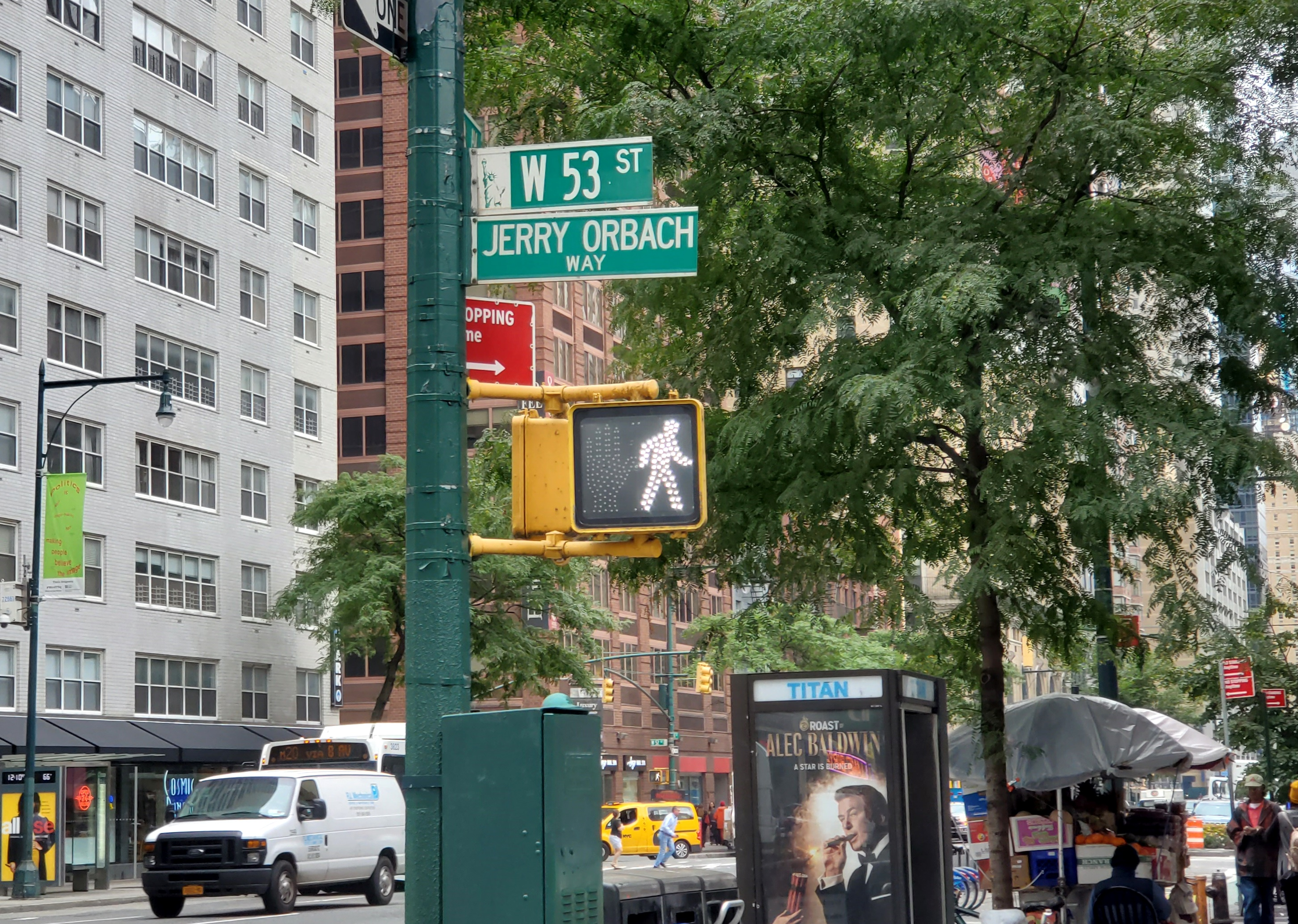
La "Jerry Orbach Way", a New York

Il 18 settembre 2007, una parte della cinquantatreesima strada di New York, nei pressi dell'ottava avenue, fu ribattezzata "Jerry Orbach Way" in suo onore. Nello stesso anno, gli fu dedicato uno dei teatri del Snapple Theatre Center presente sulla cinquantesima strada a Broadway.
Il creatore e produttore esecutivo di tutte le serie di Law & Order, Dick Wolf, all'annuncio della sua morte dichiarò:
(Dick Wolf)
.
Nel 2010, dopo la chiusura di Law & Order - I due volti della giustizia, il produttore esecutivo René Balcer dichiarò al Wall Street Journal: 
(René Balcer)
Ben Brantley e Richard Servero, giornalisti del New York Times, dopo aver analizzato la carriera di Orbach scrissero:
(Ben Brantley e Richard Servero)
Lo scrittore Kurt Vonnegut, grande fan di Orbach, durante un'intervista radiofonica australiana nel 2005, disse:
(Kurt Vonnegut)
.

## Filmografia

### Cinema
- L'assassino ha lasciato la firma (Cop Hater), regia di William Berke (1958)
- Gangster contro gangster (Mad Dog Coll), regia di Burt Balaban (1961)
- Ciao, ciao Birdie (Bye Bye Birdie), regia di George Sidney (1963) - non accreditato
- A braccia aperte (John Goldfarb, Please Come Home!), regia di J. Lee Thompson (1965)
- La gang che non sapeva sparare (The Gang That Couldn't Shoot Straight), regia di James Goldstone (1971)
- A Fan's Notes, regia di Eric Till (1972)
- Fore Play, regia di John G. Avildsen (1975)
- Sentinel (The Sentinel), regia di Michael Winner (1977)
- Parking Paradise (Underground Aces), regia di Robert Butler (1981)
- Il principe della città (Prince of the City), regia di Sidney Lumet (1981)
- Chi più spende... più guadagna! (Brewster's Millions), regia di Walter Hill (1985)
- F/X - Effetto mortale (F/X), regia di Robert Mandel (1986)
- Creatore d'immagine (The Imagemaker), regia di Hal Weiner (1986)
- I Love N.Y., regia di Gianni Bozzacchi (1987)
- Dirty Dancing - Balli proibiti (Dirty Dancing), regia di Emile Ardolino (1987)
- Chi protegge il testimone (Someone to Watch Over Me), regia di Ridley Scott (1987)
- Ultima fermata Brooklyn (Last Exit to Brooklyn), regia di Uli Edel (1989)
- Crimini e misfatti (Crimes and Misdemeanors), regia di Woody Allen (1989)
- Lo gnomo e il poliziotto (A Gnome Named Gnorme), regia di Stan Winston (1990)
- Giustizia a tutti i costi (Out for Justice), regia di John Flynn (1991)
- Scuola di eroi (Toy Soldiers), regia di Daniel Petrie Jr. (1991) - non accreditato
- Autostop per l'inferno (Delusion), regia di Carl Colpaert (1991)
- Fuori di testa (Delirious), regia di Tom Mankiewicz (1991)
- Dead Women in Lingerie, regia di Erica Fox (1991)
- California Casanova, regia di Nat Christian (1991)
- Linea diretta - Un'occasione unica (Straight Talk), regia di Barnet Kellman (1992)
- I nuovi eroi (Universal Soldier), regia di Roland Emmerich (1992)
- Mr. sabato sera (Mr Saturday Night), regia di Billy Crystal (1992)
- Il club delle vedove (The Cemetery Club), regia di Bill Duke (1993) - cameo non accreditato
- Temps, regia di Maria Burton (1999)
- Chinese Coffee, regia di Al Pacino (2000)
- The Acting Class, regia di Jill Hennessy ed Elizabeth Holder (2000)
- L'estate della tua vita (Prince of Central Park), regia di John Leekley (2000)
- Manna from Heaven, regia di Gabrielle Burton & Maria Burton (2002)
- Protesters, regia di Tasciotti (2004) - postumo

### Televisione
- Twenty-Four Hours in a Woman's Life, regia di Silvio Narizzano – film TV (1961)
- The Nurses – serie TV, episodio 1x31 (1963)
- Camera Three – serie TV, episodio 10x13 (1964)
- La parola alla difesa (The Defenders) – serie TV, episodio 4x25 (1965)
- Annie Get Your Gun, regia di Clark Jones – film TV (1967)
- Una vita da vivere (One Life to Live) – serie TV (1968)
- Love, American Style – serie TV, episodio 5x06 (1973)
- Diana – serie TV, episodio 1x12 (1973)
- Medical Center – serie TV, episodio 6x17 (1975)
- Kojak – serie TV, episodio 3x01 (1975)
- Buck Rogers (Buck Rogers in the 25th Century) – serie TV, episodio 1x19 (1980)
- Trapper John (Trapper John, M.D.) – serie TV, episodio 1x22 (1980)
- Alex and the Doberman Gang, regia di Byron Chudnow – film TV (1980)
- Plaza Suite, regia di Harvey Medlinsky – film TV (1982)
- Invasione della privacy (An Invasion of Privacy), regia di Mel Damski – film TV (1983)
- I Ryan (Ryan's Hope) – soap opera, episodio 2004 (1983)
- The Streets, regia di Gary Sherman – film TV (1984)
- L'onore della famiglia (Our Family Honor) – serie TV, episodi 1x01, 1x02 (1985)
- La signora in giallo (Murder, She Wrote) – serie TV, 6 episodi (1985-1991)
- Dream West – miniserie TV (1986)
- Tra il buio e la luce (Out on a Limb), regia di Robert Butler – miniserie TV (1987)
- Un salto nel buio (Tales from the Darkside) – serie TV, episodio 3x17 (1987)
- Amore tra i ladri (Love Among Thieves), regia di Roger Young – film TV (1987)
- Provaci ancora, Harry (The Law and Harry McGraw) – serie TV, 16 episodi (1987-1988)
- I viaggiatori delle tenebre (The Hitchhiker) – serie TV, episodio 4x13 (1987)
- Simon & Simon – serie TV, episodio 8x05 (1988)
- Perry Mason: Partitura mortale (Perry Mason: The Case of the Musical Murder), regia di Christian I. Nyby II – film TV (1989)
- The Flamingo Kid, regia di Richard Rosenstock – cortometraggio (1989)
- Hunter – serie TV, episodio 6x13 (1990)
- Cuori senza età (The Golden Girls) – serie TV, episodio 5x22 (1990)
- Kojak: None So Blind, regia di Alan Metzger – film TV (1990)
- In difesa di un amore (In Defense of a Married Man), regia di Joel Oliansky – film TV (1990)
- Casalingo Superpiù (Who's the Boss?) – serie TV, episodio 7x10 (1990)
- Perry Mason: Va in onda la morte (Perry Mason: The Case of the Ruthless Reporter), regia di Christian I. Nyby II – film TV (1989)
- Law & Order - I due volti della giustizia (Law & Order) – serie TV, 274 episodi (1991-2004)
- Broadway Bound, regia di Paul Bogart – film TV (1992)
- La morte nera (Quiet Killer), regia di Sheldon Larry – film TV (1992)
- Il cane di papà (Empty Nest) – serie TV, episodi 4x16-5x04 (1992)
- Mastergate, regia di Michael Engler – film TV (1992)
- Homicide (Homicide: Life on the Street) – serie TV, episodi 4x12-6x05-7x15 (1996-1999)
- Frasier – serie TV, episodio 3x17 (1996) - voce
- Omicidio a Manhattan (Exiled), regia di Jean de Segonzac – film TV (1998)
- You Be the Judge - serie di documentari (1999)
- Incontri con l'inspiegabile (Encounters with the Unexplained) - serie di documentari, 46 episodi (2000-2002) - presentatore e narratore
- Law & Order - Unità vittime speciali (Law & Order: Special Victims Unit) – serie TV, episodi 1x03-1x04-1x15 (1999-2000)
- Law & Order: Criminal Intent – serie TV, episodio 1x07 (2001)
- Law & Order - Il verdetto (Law & Order: Trial by Jury) – serie TV, episodi 1x01-1x02 (2005) - postumo

### Doppiatore
- The Special Magic of Herself the Elf, regia di Raymond Jafelice – film TV (1983)
- I rangers delle galassie (The Adventures of the Galaxy Rangers) – serie TV, 7 episodi (1986)
- La bella e la bestia (Beauty and the Beast), regia di Gary Trousdale e Kirk Wise (1991)
- Aladdin e il re dei ladri (Aladdin and the King of Thieves), regia di Tad Stones (1996)
- La bella e la bestia - Un magico Natale (Beauty and the Beast - The Enchanted Christmas), regia di Andy Knight (1997)
- Il mondo incantato di Belle (Belle's Magical World), di registi vari (1998)
- Belle's Tales of Friendship, regia di Jimbo Mitchell – film TV (1999)
- La bella e la bestia - Ballo magico (Disney's Beauty and the Beast: Magical Ballroom) - videogioco (2000)
- House of Mouse - Il Topoclub (House of Mouse) – serie TV, 8 episodi (2001-2002)
- Law & Order - Omicidio a Central Park (Law & Order: Dead on the Money) - videogioco (2002)
- Law & Order: Episodio 2 - Omicidio a Manhattan (Law & Order II: Double or Nothing) - videogioco (2003)
- Mickey's PhilharMagic - cortrometraggio proiettato nei Disneyworld (2003)
- Law & Order: Giustizia è fatta (Law & Order: Justice Is Served) - videogioco (2004)

## Teatro
- L'opera da tre soldi (The Threepenny Opera, 1955-1961)
- The Fantasticks (1960)
- Carnival! (1961-1963)
- The Cradle Will Rock (1964)
- Guys and Dolls (1965)
- Carousel (1965)
- Annie Get Your Gun (1966)
- The Natural Look (1967)
- Scuba Duba (1967)
- Promises, Promises (1968-1972)
- 6 Rms Riv Vu (1972-1973)
- Chicago (1975-1977)
- 42nd Street (1980-1989)

## Premi e candidature
- Screen Actors Guild Awards
  - 1995 - Candidatura Miglior cast in una serie drammatica per Law & Order - I due volti della giustizia (con Jill Hennessy, Steven Hill, S. Epatha Merkerson, Chris Noth e Sam Waterston)
  - 1996 - Candidatura Miglior cast in una serie drammatica per Law & Order - I due volti della giustizia (con Benjamin Bratt, Jill Hennessy, Steven Hill, S. Epatha Merkerson, Chris Noth e Sam Waterston)
  - 1997 - Candidatura Miglior cast in una serie drammatica per Law & Order - I due volti della giustizia (con Benjamin Bratt, Jill Hennessy, Steven Hill, Carey Lowell, S. Epatha Merkerson e Sam Waterston)
  - 1998 - Candidatura Miglior cast in una serie drammatica per Law & Order - I due volti della giustizia (con Benjamin Bratt, Steven Hill, Carey Lowell, S. Epatha Merkerson e Sam Waterston)
  - 1999 - Candidatura Miglior cast in una serie drammatica per Law & Order - I due volti della giustizia (con Benjamin Bratt, Angie Harmon, Steven Hill, Carey Lowell, S. Epatha Merkerson e Sam Waterston)
  - 2000 - Candidatura Miglior cast in una serie drammatica per Law & Order - I due volti della giustizia (con Benjamin Bratt, Angie Harmon, Steven Hill, Carey Lowell, S. Epatha Merkerson e Sam Waterston)
  - 2001 - Candidatura Miglior cast in una serie drammatica per Law & Order - I due volti della giustizia (con Angie Harmon, Steven Hill, Jesse L. Martin, S. Epatha Merkerson, Sam Waterston e Dianne Wiest)
  - 2002 - Candidatura Miglior cast in una serie drammatica per Law & Order - I due volti della giustizia (con Angie Harmon, Jesse L. Martin, S. Epatha Merkerson, Elisabeth Röhm, Sam Waterston e Dianne Wiest)
  - 2004 - Candidatura Miglior cast in una serie drammatica per Law & Order - I due volti della giustizia (con Jesse L. Martin, S. Epatha Merkerson, Elisabeth Röhm, Fred Dalton Thompson e Sam Waterston)
  - 2005 - Screen Actors Guild Award per il miglior attore in una serie drammatica per Law & Order - I due volti della giustizia - postumo

- Emmy Award
  - 1990 - Candidatura miglior guest star in una comemdia per Cuori senza età
  - 1992 - Candidatura migliore attore non protagonista in una miniserie o film per la televisione per Broadway Bound
  - 2000 - Candidatura Migliore attore in una serie drammatica per Law & Order - I due volti della giustizia

- New York Film Critics Circle Awards
  - 1981 - Candidatura miglior attore non protagonista per Il principe della città

- National Society of Film Critics
  - 1982 - Candidatura miglior attore non protagonista per Il principe della città

- Grammy Award
  - 1993 - Candidatura per il miglior album dell'anno per La bella e la bestia

- Tony Award
  - 1969 - miglior attore non protagonista in un musical per Promises, Promises
  - 1976 - Candidatura al miglior attore non protagonista in un musical per Chicago

- Drama Desk Award
  - 1969 - miglior attore in un musical per Promises, Promises
  - 1976 - Candidatura al miglior attore in un musical per Chicago

- Viewers for Quality Television Awards
  - 1998 - Candidatura per il miglior attore non protagonista per Law & Order - I due volti della giustizia
  - 1999 - Candidatura per il miglior attore non protagonista per Law & Order - I due volti della giustizia
  - 2000 - Candidatura per il miglior attore non protagonista per Law & Order - I due volti della giustizia

- TV Land Award
  - 2005 - Candidatura per Favorite "Casual Friday" Cop per Law & Order - I due volti della giustizia
  - 2006 - Candidatura per Coolest Crime Fighting Team per Law & Order - I due volti della giustizia (con Chris Noth)

- Online Film & Television Association
  - 1997 - Candidatura miglior attore in una serie drammatica per Law & Order - I due volti della giustizia

- Annie Award
  - 1998 - Candidatura per la miglior performance vocale per La bella e la bestia - Un magico Natale

## Doppiatori italiani
Nelle versioni in italiano delle opere in cui ha recitato, Jerry Orbach è stato doppiato da:
- Franco Zucca in Dirty Dancing - Balli proibiti, Perry Mason - Partitura mortale, Perry Mason - Va in onda la morte, Law & Order - I due volti della giustizia, Universal Soldier - I nuovi eroi (ridoppiaggio)
- Diego Reggente in Sentinel, Law & Order - Unità vittime speciali, Law & Order - Il verdetto
- Michele Kalamera ne La signora in giallo (st. 1-5), Linea diretta - Un'occasione unica
- Elio Zamuto in F/X - Effetto mortale, La signora in giallo (ep. 7x16, 7x22)
- Gil Baroni in Un salto nel buio, Cuori senza età
- Sergio Rossi in Chi più spende... più guadagna!, Giustizia a tutti i costi
- Sandro Iovino in Chi protegge il testimone, Ultima fermata Brooklyn
- Sandro Sardone ne I nuovi eroi, Homicide
- Claudio De Davide in Kojak
- Marcello Tusco ne Il principe della città
- Vittorio Congia in Crimini e misfatti
- Riccardo Garrone in Provaci ancora, Harry
- Sergio Graziani in Hunter
- Oreste Rizzini ne Il club delle vedove
- Rodolfo Bianchi in Mr. sabato sera
- Silvio Anselmo in Scuola di eroi
- Alarico Salaroli in Fuori di testa
- Romano Malaspina ne Lo gnomo e il poliziotto
- Angelo Maggi ne La morte nera
- Enrico Bertorelli in Law & Order: Criminal Intent

Nei prodotti nei quali ha partecipato come doppiatore, è stato sostituito da:
- Vittorio Amandola ne La bella e la bestia[7], La bella e la bestia - Un magico Natale, Il mondo incantato di Belle
- Leslie La Penna in House of Mouse - Il TopoClub
- Rodolfo Bianchi in Aladdin e il re dei ladri
- Ivo De Palma ne I rangers delle galassie
- Angelo Nicotra in Frasier
- Andrea Lavagnino in Incontri con l'inspiegabile